# Maliattha ferrugina
Maliattha ferrugina là một loài bướm đêm trong họ Noctuidae.